# Siphonaria maura
Siphonaria maura is een slakkensoort uit de familie van de Siphonariidae. De wetenschappelijke naam van de soort is voor het eerst geldig gepubliceerd in 1835 door Sowerby.